# Abdiweli Mohamed Ali
Abdiweli Mohamed Ali Gaas (Dusa Mareb, 2 luglio 1965) è un politico ed economista somalo.
Nato nella regione di Puntland ha studiato prima all'Università nazionale somala e, successivamente, presso varie università statunitensi, dove poi ha insegnato Economia. Ha collaborato con diverse organizzazioni internazionali (fra cui la Banca Mondiale ed il Programma delle Nazioni Unite per lo Sviluppo).
Parla fluentemente il somalo, l'arabo, l'italiano e l'inglese.
È stato nominato Primo ministro il 23 giugno 2011 (dopo aver ricoperto la stessa carica ad interim per alcuni giorni). In precedenza era stato Ministro del Governo Federale di Transizione con l'incarico di seguire la Programmazione economica e la Cooperazione Internazionale.
Il 6 ottobre 2012 gli è succeduto nella carica di Primo Ministro Abdi Farah Shirdon Saaid.
L'8 gennaio 2014 è stato eletto Presidente dello Stato somalo del Puntland

## Primo ministro
Il 19 giugno 2011 Ali divenne Primo Ministro della Somalia ad interim a seguito delle dimissioni del Primo Ministro Mohamed in conseguenza di un controverso accordo firmato a Kampala tra il Presidente della Repubblica Sharif Ahmed e il Presidente del Parlamento Sharif Hassan. Pochi giorni dopo, il 23 giugno, venne nominato in modo permanente. Il Parlamento accolse favorevolmente la nomina esprimendo l'intenzione di respingere l'accordo di Kampala.
Nella sessione del 28 giugno, Ali ottenne la fiducia del Parlamento con 337 voti a favore, 2 contrari e 2 astenuti. Il 23 luglio il Parlamento approvò il Consiglio dei Ministri del Governo, che includeva anche 26 vice-Ministri, per un totale di 53 Ministri federali, e 9 Ministri di Stato.
Tra le prime iniziative del Governo, già il 4 luglio 2011 il premier Ali nominò una Commissione nazionale per affrontare la grave crisi idrica dovuta alla siccità nell'Africa orientale, composta di molti membri del Governo, tra cui i Ministri della Difesa, Salute, Interni, Finanze, Opere Pubbliche, Pari Opportunità e Comunicazioni, per fronteggiare i bisogni della popolazione afflitta dalla siccità.
Nell'agosto 2011, Ali annunciò la creazione di una nuova forza speciale dell'Esercito Somalo, composta di 300 soldati, per la protezione delle spedizioni internazionali di aiuti umanitari e dei relativi centri di distribuzione a Mogadiscio, per stabilizzare la città e contrastare il banditismo.
Nell'ottobre 2011, il Governo avviò un'operazione militare congiunta tra l'esercito somalo e quello keniota, detta operazione Linda Nchi, nella Somalia meridionale contro gli al Shabaab che avrebbero rapito molti turisti stranieri e lavoratori in Kenya. Il Primo Ministro Ali, così come il Presidente Sharif Ahmed, furono contrari all'impiego di truppe keniote nel territorio nazionale, in quanto fino ad allora il supporto del Kenya si era limitato alla logistica, pertanto il 31 ottobre una delegazione del Governo fu inviata a Nairobi per discuterne con il premier keniota Raila Odinga ed altri membri del governo, concludendo infine per un'operazione coordinata che assegnasse alle forze internazionali dell'AMISOM il compito di sorvegliare le aree conquistate agli Shabaab ed alla Corte Penale Internazionale quello di investigare contro i crimini commessi dai loro capi. Il Primo Ministro Ali invocò anche il supporto internazionale all'operazione stabilendo che la conduzione dell'operazione sarebbe spettata alle sole forze somale, con il supporto di quelle keniote; fu anche creata una cabina di regia condivisa tra i due Governi.
Nel giugno 2012 le forze keniote furono formalmente integrate nell'AMISOM, facendo sperare gli analisti in un ampliamento dei territori sotto controllo somalo.
Il 7 agosto 2012, il premier Ali annunciò l'intenzione del Governo di ristabilire la Marina somala, non più esistente dallo scoppio della guerra civile nel 1991, per controllare le acque territoriali somale e porre fine al saccheggio illegale delle risorse del Paese ad opera di compagnie e nazioni estere; a tal fine dichiarò di aver ottenuto appoggi internazionali come la possibilità di acquistare motonavi e navi da guerra.
Il Governo del premier Ali fu anche incaricato di redigere ufficialmente la roadmap per la fine della fase di transizione, cioè il processo che avrebbe portato a metà 2012 allo stabilimento di istituzioni democratiche permanenti in Somalia, terminando ufficialmente il GFT. A febbraio 2012 il premier ed altri esponenti del Governo si incontrarono a Garowe per preparare la roadmap, assieme agli attori regionali e agli osservatori internazionali, concludendo un accordo, tra il premier Ali, il Presidente Sharif Ahmed, il Presidente del Parlamento Sharif Hassan, il Presidente del Puntland Abdirahman Farole, quello del Galmudug Mohamed Ahmed Alim e il rappresentante del gruppo Ahlu Sunna Waljama'a, Khalif Abdulkadir Noor. L'accordo stabiliva: a) la formazione di un Parlamento bicamerale di 225 membri, con una Camera bassa ed una alta di 54 senatori ; b) una quota del 30% dell'Assemblea costituente composta da donne; c) la scelta del Presidente attraverso elezioni; d) la nomina del Primo Ministro da parte del Presidente eletto; il Premier a sua volta nomina il Consiglio dei Ministri del Governo. Il 23 giugno 2012, in un secondo incontro tra leader federali e regionali, fu approvata una bozza di Costituzione. L'Assemblea Costituente approvò la Costituzione il 1º agosto, con il 96% dei voti a favore, il 2% contrari e il 2% astenuti.
A seguito dell'approvazione della Costituzione, si tennero le elezioni presidenziali, alle quali il premier Ali dichiarò di volersi candidare, sottolineando quanto di positivo aveva realizzato il suo Governo. Ali fu uno dei quattro candidati a passare il primo turno, ma non partecipò al secondo turno, dove si candidarono soltanto l'ex presidente Sharif Ahmed e il futuro vincitore Hassan Sheikh Mohamud.
Il 6 ottobre 2012 il mandato di Ali terminò, e il neoeletto presidente Mohamud nominò al suo posto Abdi Farah Shirdon, imprenditore ed economista somalo.